# Depot von Datten
Das Depot von Datten (heute Datyń) ist ein archäologischer Depotfund aus der Frühbronzezeit, der bei Datten in der heutigen Gemeinde Brody entdeckt wurde.
Der Hortfund besteht aus fünf massiven ovalen Armringen mit strichverzierten Enden. Er wird der Aunjetitzer Kultur zugeordnet.